# Kızıltepe
Kızıltepe este un oraș din Turcia.